# شعوب إيطالقية

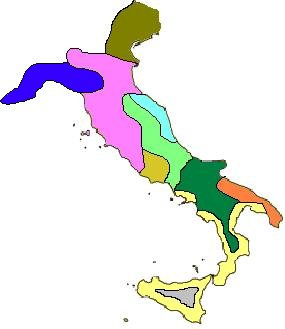
المجموعات ضمن شبه الجزيرة الإيطالية بين القرنين التاسع و الرابع قبل الميلاد.
ليغوريون
فينيتيون
إتروسكان
بيتشينيون
أومبريون
لاتينيون
أسكان
ميسابيون
إغريق

شعوب إيطاليا القديمة هي الشعوب التي استوطنت إيطاليا (بما في ذلك جزر صقلية وسردينيا) قبل سيطرة الرومان.
لا تتصل هذه الشعوب المختلفة بالضرورة اتصالا وثيقاً عرقياً أو لغوياً. تحدث بعضهم لغات إيطاليقية، بينما تكلم البعض الآخر اليونانية مثل المستوطنين من اليونان، بينما ينتمي البعض الآخر إلى الشعوب الهندوأوروبية أو غيرها. تصنيف بعض هذه الشعوب لا يزال مجهولاً أو محط جدل.

## التاريخ

### العصر النحاسي
خلال العصر النحاسي، في نفس الوقت الذي بدأ فيه تشغيل المعادن، يُعتقد أن الشعوب الناطقة باللغات الهندية الأوروبية قد هاجرت إلى إيطاليا في عدة موجات. ترتبط بهذه الهجرة ثقافتي ريميديلو ورينالدون في شمال ووسط إيطاليا إلى جانب ثقافة غاودو في جنوب إيطاليا. كانت هذه الثقافات تحت قيادة الفئة الأرستقراطية المحاربة التي كانت تُعتبر تدخلية. تم اقتراح الطابع الهندي الأوروبي من خلال وجود أسلحة في المدافن وظهور الحصان في إيطاليا في هذا الوقت بالإضافة إلى التشابه المادي مع بقية ثقافات أوروبا الوسطى.

### العصر البرونزي المبكر والمتوسط
وفقًا لما ذكره ديفيد أنتوني، في الفترة ما بين عام 3100 حتى عام 3000 قبل الميلاد، حدثت هجرة واسعة النطاق للبروتو من الهنود الأوروبيين من حضارة يامنايا إلى وادي الدانوب. يُنسب الآلاف من شعوب الكورغان إلى هذا الحدث أيضًا. من المُعتقد أنها قد انشقت من ما قبل القلطية والقلطية البدائية والجرمانية البدائية من اللغة الهندو أوروبية البدائية. بحلول هذا الوقت، كانت شعوب الأناضول والتخاريون قد انشقوا بالفعل عن غيرهم من الهندو أوروبيين. يُظهر اسم الماءة أن الموطن الأصلي للبروتو جرمانيين كان في وسط ألمانيا، والذي كان قريبًا جدًا من موطن اللغات الإيطالية والكلتية الأصلي أيضًا. يعود أصل أجداد شعب الإيطالقيين السلتيين إلى شرق المجر اليوم الذين استقروا منذ حوالي 3100 قبل الميلاد من قبل حضارة يامنايا. هذه الفرضية مدعومة إلى حد ما بالمعلومة القائلة بأن الإيطاليين يتشاركون الإيزوغوس واللغات القلطية والجرمانية، ومن المرجح أن بعضها ينتمي إلى العصر البرونزي. على وجه الخصوص، وباستخدام طرق البايزية المتطورة، جادل راسل جراي وكوينتين أتكينسون بأن المتحدثين بالبروتو إيطالقية قد انفصلوا عن البروتو جرمانية منذ 5500 سنة قبل الوقت الحاضر، أي تقريبًا مع بداية العصر البرونزي. هذا يؤكد أيضًا أن أسرة اللغة الجرمانية تشترك في المفردات مع الأسرة الإيطالية أكثر مما تتشارك مع أسرة اللغة السلتية.
من أواخر القرن الثالث إلى أوائل الألفية الثانية قبل الميلاد، جلبت القبائل القادمة من الشمال ومن فرنسا - أيبيريا حضارة القدور الجرسية واستخدام الحدادة البرونزية في وادي بو، إلى توسكانا وسواحل سردينيا وصقلية. من الممكن أن يكون البيكرز هم الرابط الذي جلب لهجات يامنايا من المجر إلى كل من النمسا وبافاريا. وقد تكون هذه اللهجات قد تطورت إلى اللغة البروتو كلتية. يرجع وصول الهنود الأوروبيين إلى إيطاليا في بعض المصادر إلى مجموعات البيكرز. يُعتقد أن هجرة عبر جبال الألب من شرق ووسط أوروبا من قِبَل القبائل الإيطالقية قد حدثت حوالي عام 1800 قبل الميلاد.
في منتصف الألفية الثانية قبل الميلاد، تطورت حضارة تيراماري في وادي بو. أخذت حضارة تيراماري اسمها من الأرض السوداء (تيرا مارنا) من بقايا التلال الاستيطانية التي خدمت لفترة طويلة احتياجات المزارعين المحليين في مجال التخصيب. عمل هؤلاء الناس بالصيد ورعاية الحيوانات وتربيتها؛ واشتهروا بمهارة عالية بتشغيل المعادن إذ كانوا يضعون البرونز في قوالب من الحجر والطين، إلى جانب عملهم بزراعة الفاصولياء والمعترش والقمح والكتان. ارتبط الشعب اللاتيني الفالسكاني بهذه الثقافة وفقًا لما كتبه عالم الآثار لويجي بيجوريني.